# Peer Gynt (1934)
Peer Gynt ist ein deutscher Spielfilm aus dem Jahre 1934, frei nach der gleichnamigen Vorlage von Henrik Ibsen aus dem Jahre 1867. Unter der Regie von Fritz Wendhausen spielte Hans Albers die Titelrolle.

## Handlung
Peer ist ein junger, kraftvoller, norwegischer Bauernbursche und Frauenheld, oftmals übermütig und voller Flausen im Kopf. Eines Tages begegnet er auf einer Hochzeitsfeier Solveig. Das junge Mädchen ist genau das Gegenteil von ihm: leise, zurückhaltend und sanftmütig. Gegensätze ziehen sich an, und der junge Tunichtgut, der den väterlichen Hof verfallen lässt, ist sofort für Solveig entflammt. Als eines Tages Peers Mutter Aase in seinen Armen stirbt, ist Solveig an seiner Seite und tröstet ihn. Doch nun hält ihn nichts mehr an diesem abgeschiedenen, einsamen Ort. Die Gelegenheit, endlich der bäuerlichen Enge zu entfliehen und die weite Welt kennenzulernen, ist jetzt da: Peer Gynt zieht es nach Amerika, schon immer sein Traum. Selbst die Zuneigung Solveigs kann ihn nicht zurückhalten. Doch die treue Seele lässt Peer ziehen und verspricht, auf ihn zu warten.
Wenig später hat Gynt ein Schiff gefunden, das ihn als Jungmatrosen aufzunehmen bereit ist. Besitzerin ist die vornehme Baronin Agga, die mit ihrem Begleiter Parker einen Schatz heben will. Keinem Abenteuer abgeneigt, umgarnt Peer die Baronin und taucht bald selbst nach dem Schatz. Zum Missvergnügen Parkers wird Peer Gynt bald als dritter Geschäftspartner aufgenommen. Die Baronin ermöglicht ihm damit nicht nur Macht und Geld, sondern führt ihn auch bald in die so genannten „besseren Kreise“ ein. Wenig später besitzt der norwegische Parvenu seine eigene Peer-Gynt-Company und eine Reihe von Schiffen, die Waren über die sieben Weltmeere befördern. Der Zeitpunkt ist gekommen, dass Peer Gynt sich seiner zunehmend als lästig empfundenen, beiden Partner entledigt.
Peer Gynts Charakter beginnt sich zu ändern; das Streben nach Geld, Ruhm und Macht bestimmt sein Handeln. Und noch immer kann er es nicht lassen, jedem Frauenrock hinterherzurennen. Affären bestimmen sein Privatleben, während er bald auch in anderen Wirtschaftsfeldern aktiv wird: so lässt er beispielsweise in Afrika nach Kupfer graben und gründet ganze Städte. Einen seinen Besitz bedrohenden Araber-Aufstand schlägt er dort eigenhändig nieder. Bald kontrolliert er wirtschaftlich weite Teile des schwarzen Kontinents. Erst nachdem Peer Gynt einem im Sandsturm dem Tode geweihten Arabermädchen namens Anitra das Leben rettet, kommt er zur Besinnung. Wirkliche Gefühle, die seit seinem Abschied von Solveig verschüttet waren, werden freigelegt. Dies bemerkt Peer spätestens dann, als während einer ihm zu Ehren abgehaltenen Feier sein Haus von wütenden Einheimischen, die weder Araber noch ein arabisches Mädchen mögen, zerstört wird. Dann entführen die Vandalen auch noch Anitra.
Unmittelbar zuvor hatte Peer Gynt eine Entscheidung getroffen, die eine totale Kehrtwende in seinem Leben bedeuten sollte: er wollte angesichts einer weitgreifenden Erkenntnis – „Ich habe die Welt erobert und mich dabei verloren“ – all seine Habe an seine Mitarbeiter verschenken. Nun steht er mit nichts da – aber gänzlich anders als geplant. Um seine neue Liebe zu retten, irrt Peer nachts durch die Wüste, immer auf der Suche nach Anitra. Er verirrt sich und wird ausgeraubt. Abgerissen und am Boden, erreicht er schließlich eine Hafenkneipe. Dort begegnet er Matrosen aus seiner Heimat, und Peer wird klar, dass ihn hier, in Afrika, nichts mehr hält. Die Seeleute nehmen ihn mit auf ihr Schiff – Ziel: Norwegen. Als Gynt auf den elterlichen Hof heimkehrt, ist er alt und müde geworden, ein gebrochener Mann. Doch wider Erwarten ist der Hof nicht völlig verkommen – die Äcker sind bestellt, das Haus in Schuss gebracht. Davor sitzt eine Frau: es ist Solveig. Sie erkennt ihn sofort. Wie einst versprochen, hat sie auf ihn gewartet. Erst jetzt weiß Peer Gynt wahres Glück und Treue und die unbedingte Liebe zur heimatlichen Scholle wirklich zu schätzen.

## Produktionsnotizen
Bei Peer Gynt handelt es sich um einen besonders in Deutschland beliebten, literarischen Stoff. Die Nationalsozialisten forcierten schon aus rassisch-ideologischen Gründen ihre große Zuneigung zu „nordischen“ Stoffen und verfilmten bis kurz vor Kriegsende (Harald Brauns Nora-Verfilmung von 1943) eine Reihe von weiteren Ibsen-Vorlagen. Nach Victor Barnowskys zweiteiligem Peer Gynt-Stummfilm von 1918 war dies bereits die zweite deutsche Gynt-Adaption. Zuvor hatte es lediglich eine (US-amerikanische) Verfilmung aus dem Jahre 1915 gegeben.
Peer Gynt wurde ab der zweiten Augusthälfte bis Anfang November 1934 gedreht. Die Außenaufnahmen entstanden im norwegischen Gudbrandstal sowie in Kairo, London und im Hamburger Hafen. Die Uraufführung war am 7. Dezember 1934 in Berlin. In Wien lief der Film am 20. Dezember 1934 in den Kinos an. Bis zum Januar 1936 konnte man Peer Gynt auch noch in Finnland, Frankreich, der Türkei und in Dänemark sehen.
Die Produktionsleitung hatte Adolf Essek. Hermann Warm und Karl Vollbrecht schufen die Filmbauten. Günther Anders diente als einfacher Kameramann dem Chefkameramann Carl Hoffmann, Heinz Ritter war Standfotograf. Wilhelm Sperber war einer von zwei Aufnahmeleitern.
Bei der im deutschen Film auf Exotinnen festgelegten, dunkelhäutigen Zehra Achmed, die im afrikanischen Filmabschnitt auftrat, handelte es sich um eine schauspielernde Tänzerin. Die Rolle der Tatjana wurde extra für die österreichische Sängerin Lizzi Waldmüller hineingeschrieben. Für Richard Révy war die Rolle des Gunarson der letzte Filmauftritt in Hitler-Deutschland; anschließend emigrierte er in die USA.
Der Film erhielt das Prädikat „künstlerisch wertvoll“.

## Kritiken
Die Reaktionen auf diese ambitionierte Literaturverfilmung waren überaus geteilt. Nachfolgend einige Beispiele:
In der Österreichischen Film-Zeitung vom 22. Dezember 1934 heißt es auf Seite 3: Hans Albers habe „Gelegenheit zur Gestaltung einer ganz außerordentlich wirksamen Rolle gefunden, die seine schauspielerischen Fähigkeiten zu vielfacher Geltung bringt. Ob er jetzt den jungen Peer Gynt als übermütigen, lebensfrohen, prahlerischen Bauernjungen spielt, der sich in die weite Welt hinaussehnt, oder später Peer Gynt als Wirtschaftsdiktator und vollendeten Weltmann, und endlich den heimkehrenden weltmüden, gealterten Mann, der zu spät erkennt, wo das Glück auf ihn wartete – Hans Albers wird seine zahlreichen Anhänger in keiner Phase dieser Rolle enttäuschen. (…) Dr. Fritz Wendhausen hat den Film sehr wirkungsvoll, bunt und abwechslungsreich inszeniert, dessen prachtvoll photographierte Aufnahmen von der Musik Griegs begleitet sind.“
Die Wiener Zeitung vom 23. Dezember 1934 verriss diesen Versuch, Dichtung und Zelluloid künstlerisch miteinander zu vereinen: „Angesichts dieser grausamen Verstümmelung ist ein gerechtes Verhalten schwer. (…) Hätte doch wenigstens einmal, nur einmal in einer Szene ein Hauch aus den Gefilden der Dichtung herübergeweht. In dem Takt einer bewußten Bescheidung einem kaum zu bewältigenden Original gegenüber, hätte sich eine Form finden können, die, nach den Gesetzen ihrer Möglichkeiten, geziemend verfährt. Aber da ist der Leerwahn der Branche, der von jenem Erhabenen der Größe nur die ausschweifende Phantasie abzulesen vermag, und nun einfach meint, es genüge die sprunghafte Raumweite des Films, um das wechselnde Glück Peer Gynts schauplatzmäßig vorzuführen. Der Schauspieler, gehetzt vom Objekt, verlischt ganz als Person. Oder ist, wie in unserem Fall, in der laufenden Illustration nur eine immer wiederkehrende Photographie, bald nah, bald fern.“
Oskar Kalbus’ Vom Werden deutscher Filmkunst stellte in seiner im Dritten Reich abgegebenen Wertung die aus rassisch-ideologischen Gründen konstatierte Nähe zu diesem „nordischen“ Stoff heraus und kam zu unterschiedlichen Bewertungen einzelner Abschnitte dieses Gynt-Filmes:

„Pulsiert dieses nordische Blut auch in dem Film „Peer Gynt“? Nicht im ganzen Film! Und deswegen fällt auch das Filmwerk in mehrere Teile auseinander: Der erste Teil, Peer Gynts Sehnsucht nach der Welt in der engen und ärmlichen Hütte der Mutter und auf den umliegenden Bergen, Wiesen und Flüssen, atmet die nordische Phantastik Ibsens, vielleicht auch noch der Schluß des Films, die Heimkehr Peer Gynts zur Solveig und zur Heimat. Alles andere ist so ibsenfremd, dass von der ursprünglichen Peer-Gynt-Gestalt nicht mehr viel übrig bleibt. Der zweite Teil, Peer Gynts Kampf um Geld und Macht, zeigt einen neuen „Peter Voß, der Millionendieb“ vom Stile des „Hoppla, jetzt komm‘ ich!“ und ist deshalb weit entfernt von ernster, tiefer Kunst; auch der afrikanische Teil, der die Resignation bringt, ist schwach und blaß, wie allerdings auch schon im Originalwerk. (…) So ist Hans Albers auch nur im ersten Teil und am Schluß des Films herrlich und überwältigend, so gut wie wohl noch nie, über sich selbst hinausgewachsen. Ein Prachtkerl sein junger Gynt, urwüchsig in seiner Kraft und in seinem Humor, und als Schiffbrüchiger des Lebens eindringlich und unvergeßlich, wie auch die Kunst der Lucie Höflich in ihrer berühmten Sterbeszene (Ases Tod). (…) Mag man auch dem Unterfangen, Ibsens gewaltigen nordischen Faust im Film wiederzugeben, mit tausend Vorbehalten gegenüberstehen, so bleiben doch immer weite Strecken des Filmwerkes eine Meisterleistung, und zwar in erster Linie des Schauspielers Hans Albers und des Regisseurs Dr. Fritz Wendhausen.“

Bogusław Drewniak analysierte die im Dritten Reich forcierte Vorliebe für skandinavische Autoren anhand des Gynt-Films aus der Nachkriegssicht:

„In Deutschland herrschte traditionell großes Interesse an skandinavischer Literatur. Mit Recht beanspruchte Deutschland, zur Weltgeltung der skandinavischen Literatur entscheidend beigetragen zu haben. Im Zeichen der „Blutsgemeinschaft“ suchte das Dritte Reich dieses Faktum für seine politischen und rassischen Ziele auszunutzen. So. galt z.B. Henrik Ibsen als ein „Künder der nordischen Seele“ und „Verherrlicher des Führer-Ideals“. Ibsen-Verfilmungen gab es zur Zeit des Dritten Reiches fünf: eine Rekordzahl. Ibsens besonders hoch geschätztes Drama „Peer Gynt“ – in Deutschland nicht selten mit Faust verglichen – erlangte damals auch dadurch einen besonderen Platz, weil einer der Übersetzer, Dietrich Eckart, Hitlers einziger intimer Freund gewesen war. Nicht selten gerieten „Peer Gynt“-Aufführungen zu einer direkten NS-Propagandaveranstaltung. Die im Grunde undramatische Struktur dieses im Epischen wurzelnden Gedichtes und die Fülle seiner kurzen Einzelbilder den Gesetzen des Films (ähnlich war es im Theater) gefügig zu machen, verlangte nicht nur starke Impulse vom Darstellerischen und der Regie her, sondern ein filmisch gut gestaltetes Drehbuch. […] Die Kritik (…) war geteilt in ihren Äußerungen, das Publikum eher zurückhaltend.“

Das Lexikon des Internationalen Films befand kurz und knapp: …nur ein klischeehaft blasser Abenteuerfilm.